# برايان كيبل
برايان كيبل (بالإنجليزية: Brian Keeble)‏ هو لاعب كرة قدم بريطاني في مركز ظهير ‏، ولد في 11 يوليو 1938 في Holbeach ‏ في المملكة المتحدة، وتوفي في 16 ديسمبر 2015 في Cleethorpes ‏ في المملكة المتحدة. لعب مع غريمسبي تاون ونادي بوسطن يونايتد ونادي دارلنجتون.